# 鷲尾愛宕神社
鷲尾愛宕神社（わしおあたごじんじゃ）は、福岡県福岡市西区愛宕の愛宕山（旧名 鷲尾山）にある神社である。旧社格は郷社で、現在は神社本庁の別表神社。単に「愛宕神社」とも呼ばれる。
伊耶那岐尊・天忍穂耳尊を祀る鷲尾神社（鷲尾権現）と、火産霊神・伊耶那美尊を祀る愛宕神社（愛宕権現）が明治時代に合併したものである。
眺望がよく、百道浜地区にも近いことから、百道浜地区が写っている写真はこの愛宕神社付近から撮影していることが多い。また、隠れデートスポットでもある。
『網走番外地　悪への挑戦』、『ノン子36歳（家事手伝い）』『はなちゃんのみそ汁』など映画のロケ地としても知られる。

## 歴史
神社の創始は景行天皇2年(西暦72年）、鷲尾山に伊耶那岐尊・天忍穂耳尊を祀ったのが鷲尾神社（鷲尾権現）の始まりとされる。鷲尾権現は英彦山権現と同神で、里人の説に曰く「初め英彦山権現自体も鷲尾山に祀られ、後に英彦山に移られた」ともいうが確たることは不詳である。
天暦9年、姪浜の住侶・浦左京という者が神社の破損を憂い、社殿改築の浄財を募ると、寄進の材木が山をなし崇敬者の労役奉仕が後を絶たなかったとされる。やがて鷲尾神社は鷲尾山の地主神として天台修験東林寺の社僧が管理するようになった。
鎌倉時代に入り元寇が起こると、幕府は博多に鎮西探題を設置し玄界灘を見渡せる当山に城砦（鷲尾城・探題城・姪浜城・浦城）を築城した。やがて後醍醐天皇の討幕運動が活発になると博多の探題館は九州の諸将に攻められて陥落。この際に鷲尾山の探題城も焼亡した。一説には探題・赤橋英時が自刃したのもこの探題城であるといわれる。南北朝時代にも探題城には一色氏や渋川氏などが在城したが、度重なる兵火に見舞われた。このため社領・社宝・文書は失われるなど鷲尾神社も衰退し、ただ東林寺が残るのみであった。
江戸時代、福岡藩2代藩主黒田忠之が、黒田騒動を愛宕権現の霊験により乗り切ったことに感謝して、寛永11年（1634年）、京都の愛宕山白雲寺（現在の愛宕神社）より愛宕権現（伊耶那美尊・火産霊神）を勧請し、鷲尾権現のある鷲尾山に祀り、20余石4人扶持、山林1万坪、預かり山4万坪の社領が藩より奉祀されたという。これにより鷲尾権現は愛宕権現の境内末社とされた。ともに真言宗円満寺によって管理され、宝暦年間（1751年 - 1764年）には東林寺も廃止された。山自体も愛宕山と呼ばれるようになった。
明治34年（1901年）9月27日、「鷲尾神社は末社となすべき神社にあらざる」を以って両社を合併して鷲尾愛宕神社とした。大正2年（1913年）3月19日に村社に定められ、昭和6年（1931年）7月10日には郷社となる。戦後は神社本庁の別表神社に加列した。現在でも火徳の神、願掛け（断事）の神として遠近の参詣多く、正月3ヶ日には70万人もの参拝があるなど、福岡県内有数の参拝者数を誇る神社である。

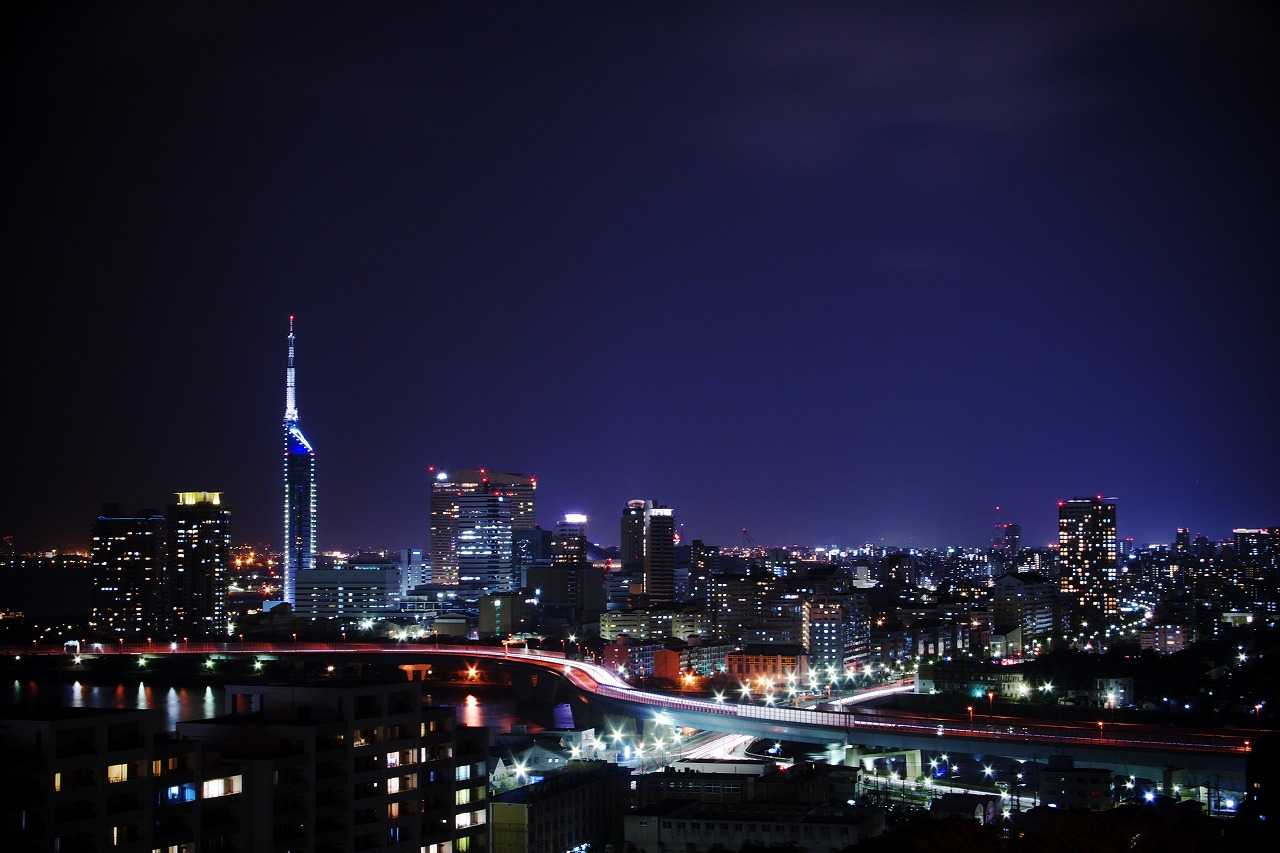
鷲尾愛宕神社からの夜景

## 愛宕山ケーブルカー
1928年に愛宕索道が設立され、全国で二番目にして九州初となるロープウェイが建設された。その後1928年から1943年まで、麓の明治通り(国道202号)から愛宕山山頂までを結ぶロープウェイが営業していた。参拝者、観光客、修学旅行の学生達等が訪れ大変賑わっていた。しかし、第二次世界大戦中の1943年、ロープ・ワイヤー・車体を供出することになり廃止された。神社近くの茶店横に愛宕山ケーブルカーを記念したパネルが設置されている。

## 桜の名所
春はおよそ「2千本の桜」が咲く桜の名所として有名で、桜の季節になると境内外は多くの花見客で賑わう。

## アクセス
- 福岡市地下鉄空港線室見駅より徒歩12分（約980m）
- 天神地区より西鉄バス301・302・333系統に乗車し「愛宕神社入口」バス停で下車、徒歩10分（860m）
- 福岡高速環状線愛宕出入口より約1㎞。